# Madagaszkári gekkó
A madagaszkári tarka gekkó (Paroedura pictus vagy Paroedura picta) a hüllők (Reptilia) osztályába, a gyíkok (Sauria) alrendjébe és a gekkófélék (Gekkonidae) családjába tartozó faj.

## Elterjedése
Madagaszkár szigetén honos.

## Megjelenése
Testhossza 13-15 centiméter. A hímek nagyobbak a nőstényeknél, kloákájuk alatt jól kivehető duzzanattal.

## Életmódja
Éjszakai életmódot folytat, nappal rejtőzködnek vagy beássák magukat a talajba.

## Külső hivatkozás
- Képek az interneten a fajról